# Bo Outlaw
Charles „Bo“ Outlaw (* 13. April 1971 in San Antonio, Texas) ist ein ehemaliger US-amerikanischer Basketballspieler, der zwischen 1994 und 2007 in der National Basketball Association (NBA) spielte. In seinen insgesamt 914 Einsätzen erzielte Outlaw dabei rund 5,4 Punkte und 4,9 Rebounds im Schnitt.

## Karriere
Trotz guter Leistungen am College wurde der offiziell 2,03 Meter große Innenspieler im NBA-Draft 1993 nicht berücksichtigt. Nach einem Umweg über die Continental Basketball Association (CBA) wurde Outlaw im Februar des darauffolgenden Jahres von den Los Angeles Clippers unter Vertrag genommen.
Nach drei Jahren wechselte er zu den Orlando Magic. Für das Team aus Florida war er insgesamt 8 Spielzeiten aktiv; zunächst von 1997 bis 2002, dann erneut von 2005 bis zu seinem Karriereende im Jahr 2007.
Outlaw war für seine gute Athletik und Defensivarbeit, aber auch für seine mangelhafte Freiwurfquote, die im Karriereschnitt nur bei rund 52 % lag, bekannt.

## Trivia
Im Dienste der Orlando Magic erzielte Outlaw zwei Triple-Doubles, eines davon im März 2000 gegen die Boston Celtics. Nach dem Sieg verbuchte er 10 Punkte, 14 Rebounds und 10 Assists. Zum Erreichen dieser Marke benötigte Outlaw nur vier Wurfversuche aus dem Feld, die er alle versenkte. 2 weitere Freiwürfe (bei 4 Versuchen) traten hinzu. Im Schnitt benötigen Spieler, die ein Triple-Double erzielen, 17 Feldwürfe. Outlaw selbst, der sich nur ungern über persönliche Statistiken definierte, antwortete von Journalisten zu einem seiner Triple Doubles befragt lakonisch: „A triple-double? Isn’t that some kind of hamburger meal? Three patties and two layers of cheese?“